# Charaxinae
Sous-famille
Les Charaxinae sont une sous-famille de lépidoptères (papillons) appartenant à la famille des Nymphalidae. La sous-famille compte environ 300 espèces décrites réparties dans six tribus et de nombreux genres. Cependant, la monophylie et la classification de nombreux genres et tribus n'ont pas été étudiées à l'aide d'une approche phylogénétique et de ce fait demeurent provisoire.

## Répartition et habitat
Les Charaxinae sont des papillons des régions tropicales à l'exception de Charaxes jasius, le Pacha à deux queues, la seule espèce européenne, rencontrée sur l'intégralité du pourtour méditerranéen, ainsi que d'Anaea troglodyta, dont la distribution s'étend à l'Amérique du Nord. La tribu des Charaxini est principalement distribuée en Afrique subsaharienne ainsi qu'en Asie du Sud-Est et dans les îles du Pacifique (sous-genre Polyura). La tribu des Pallini est endémique d'Afrique tropicale. La tribu des Prothoini est distribuée en Asie du Sud-Est, et les tribus des Anaeini, Anaeomorphini et Preponini sont néotropicales.

## Systématique
La sous-famille des Charaxinae a été décrite par l’entomologiste français Achille Guénée en 1865. Les relations phylogénétiques au sein de la sous-famille demeurent majoritairement inconnues. Plusieurs études de systématique portant sur différents genres de Charaxinae ont permis d'émettre certaines hypothèses relatives au positionnements des différentes tribus, mais une approche génomique sera nécessaire pour mettre en lumière l'histoire évolutive du groupe. Il semble que les tribus Charaxini et Pallini soient proches, à l'instar des tribus Anaeini et Anaeomorphini. Les relations phylogénétiques des tribus Preponini et Prothoini demeurent cependant floues.

### Taxinomie
Liste des tribus et genres
Tribu des Anaeini
- Anaea Hübner, 1819
- Coenophlebia C. et R. Felder, 1862
- Consul Hübner, 1807
- Hypna Hübner, 1819
- Fountainea Rydon, 1971
- Memphis Hübner, 1819
- Polygrapha Staudinger, 1887
- Siderone Hübner, 1823
- Zaretis Hübner, 1819

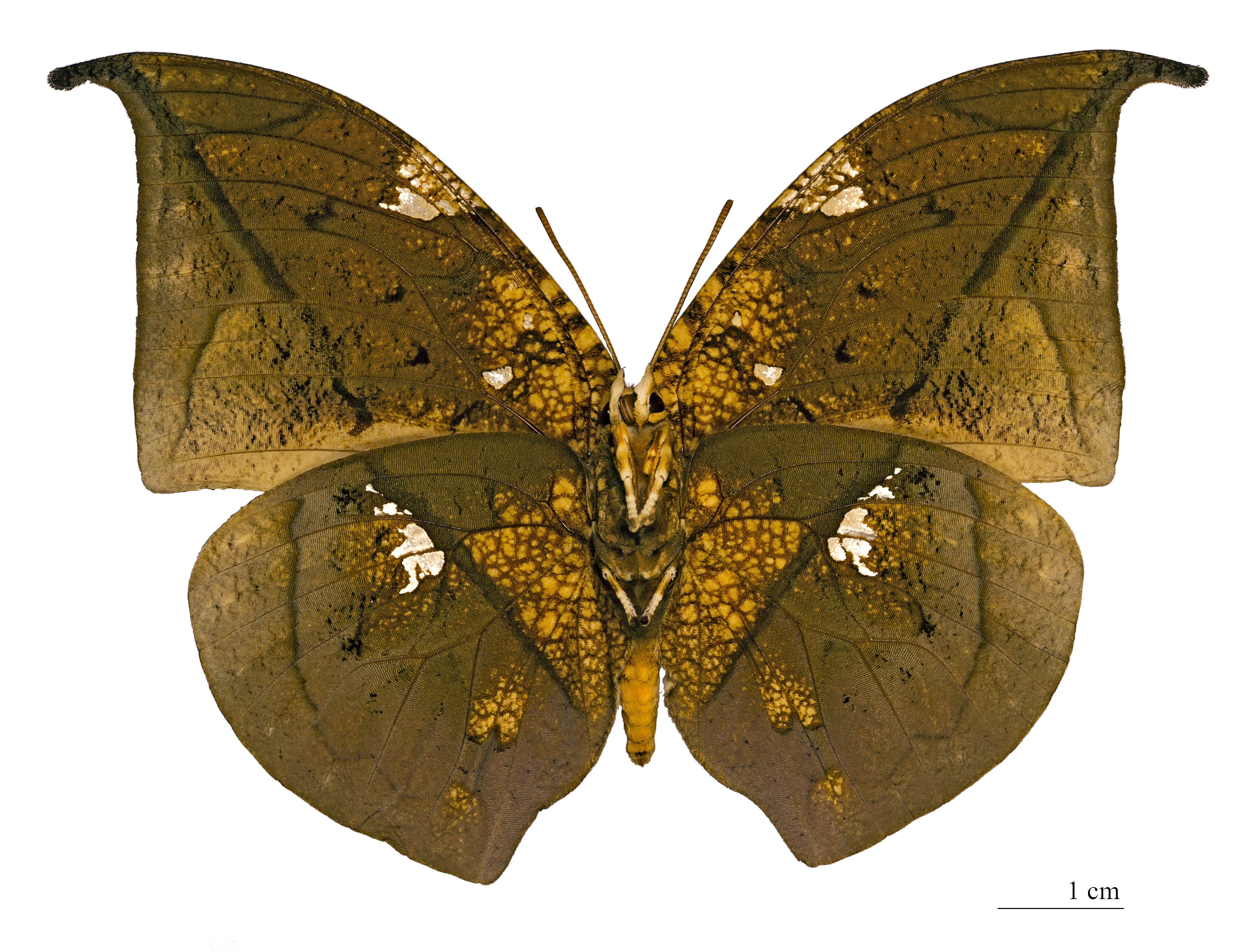
Coenophlebia archidona - MHNT
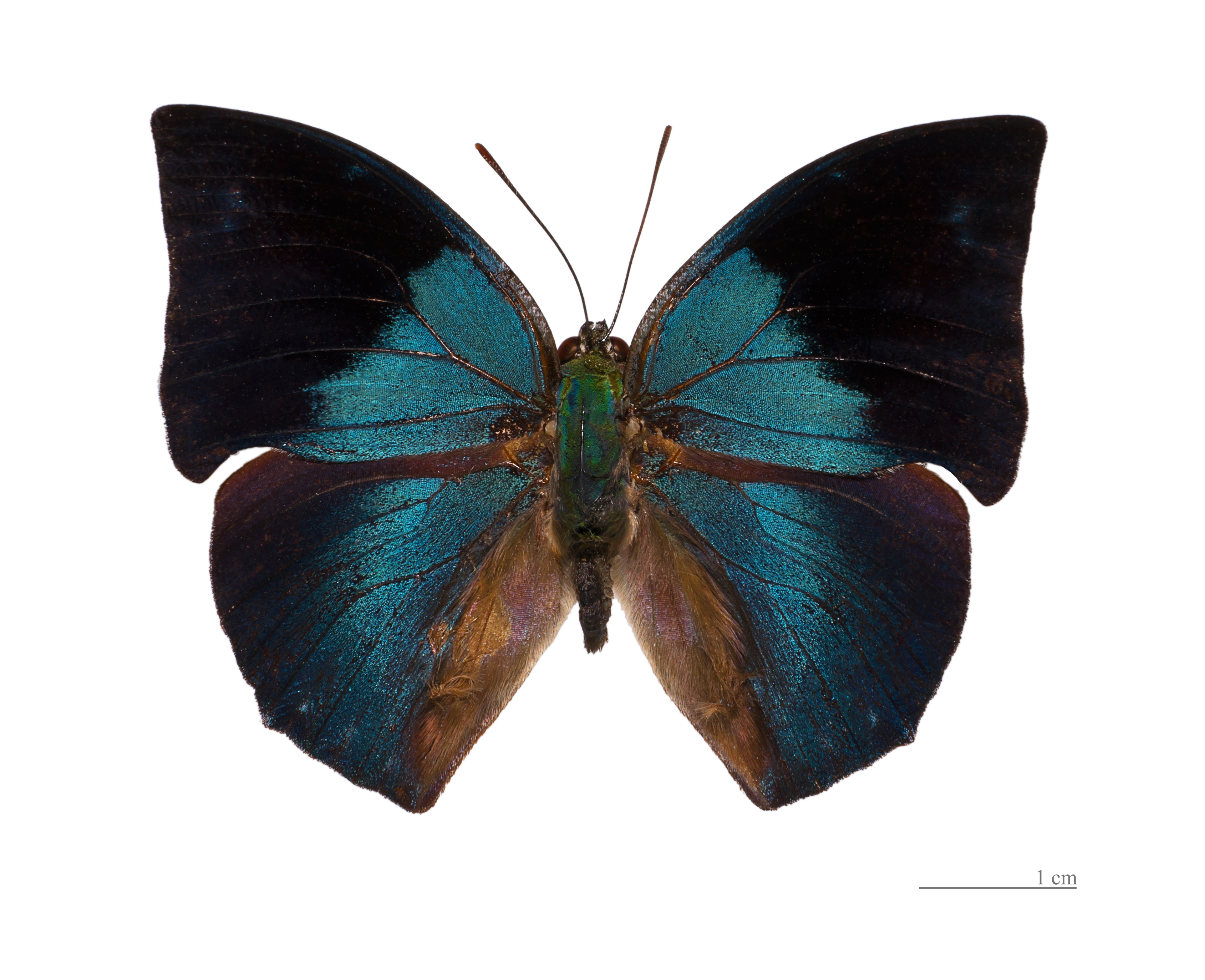
Memphis phantes - MHNT
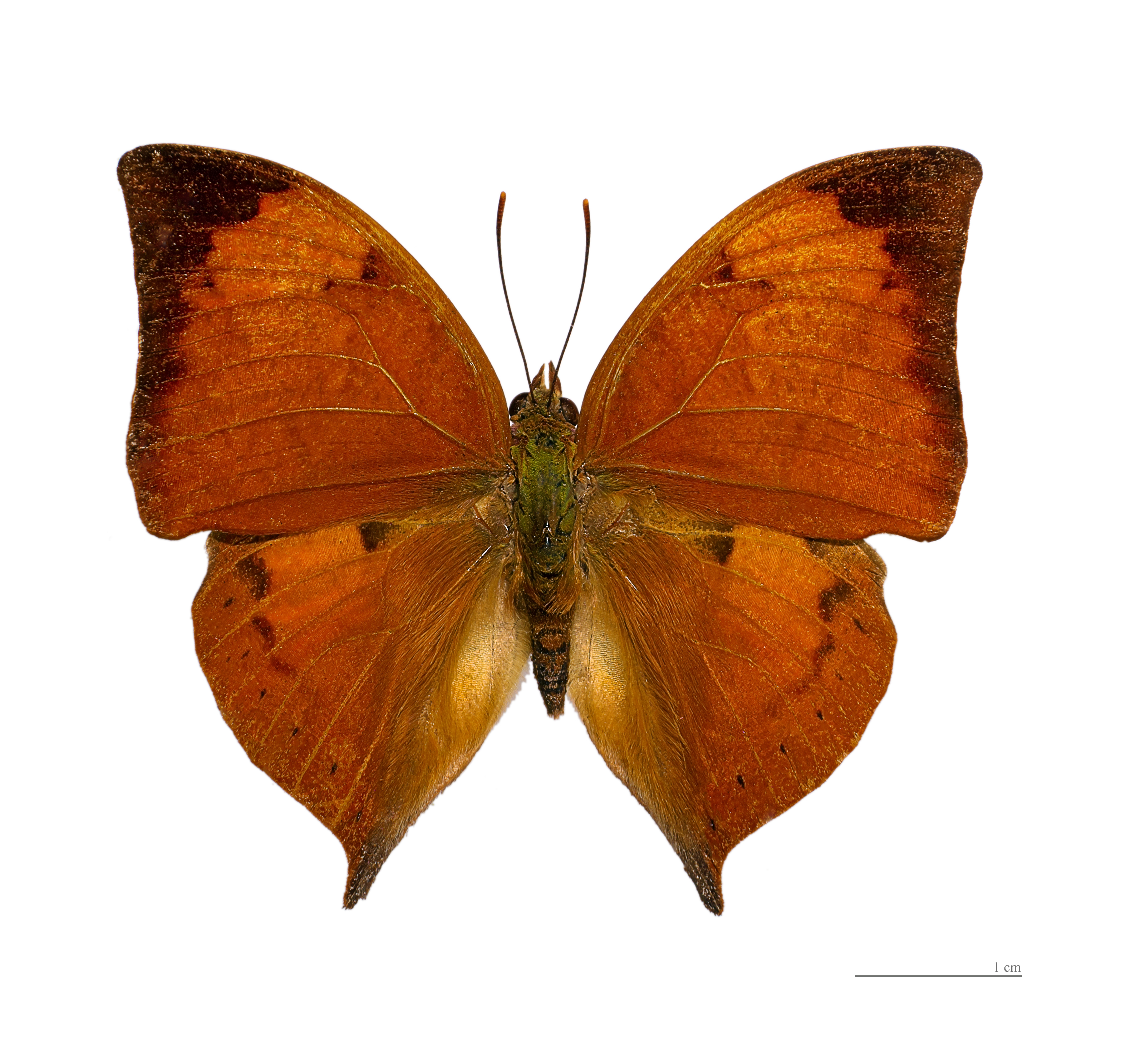
Zaretis itys - MHNT

Tribu des Anaeomorphini
- Anaeomorpha Rothschild, 1894

Tribu des Charaxini Guenée, 1865 
- Charaxes Ochsenheimer, 1816

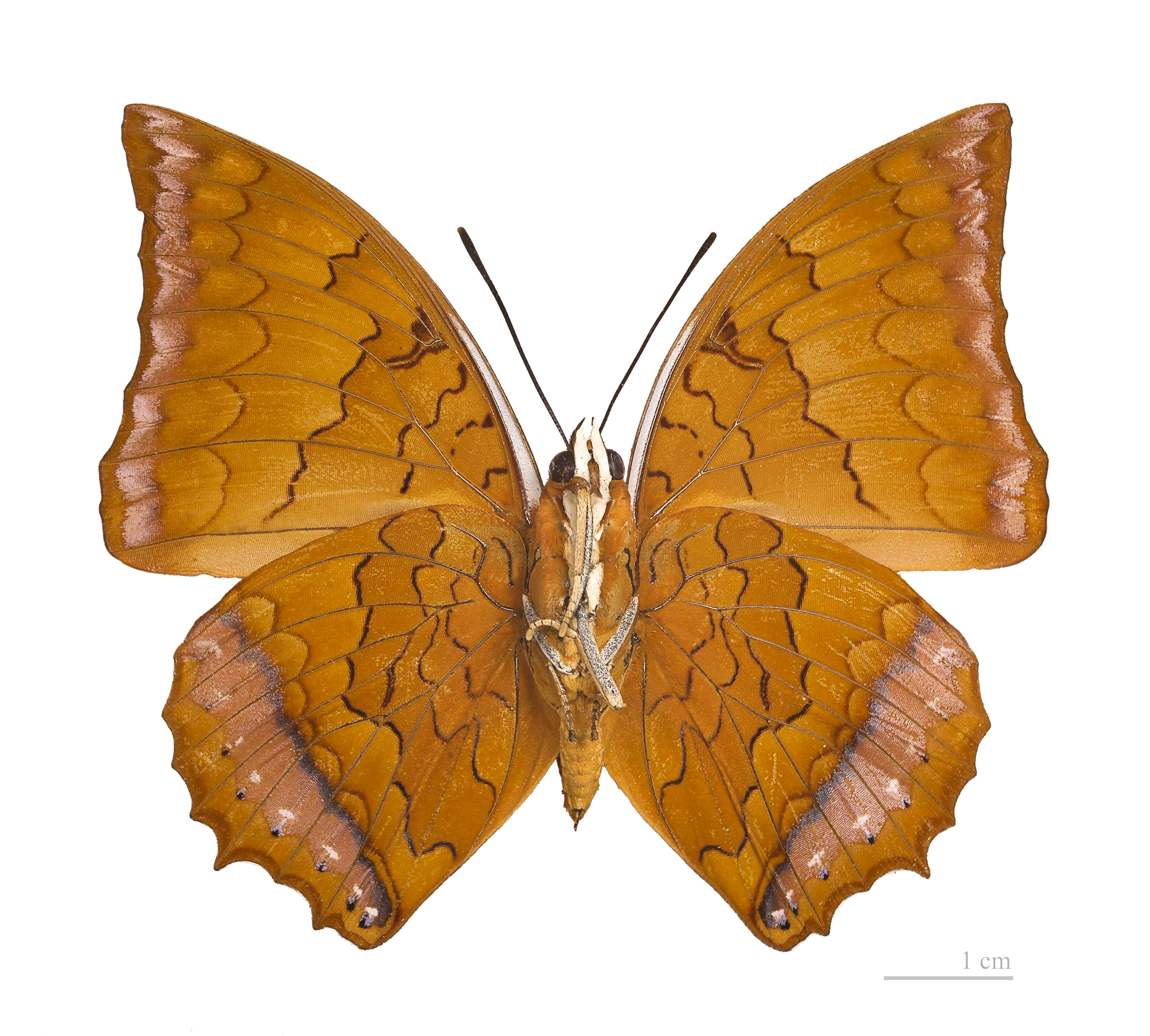
Charaxes -  Charaxes distanti ♂ △
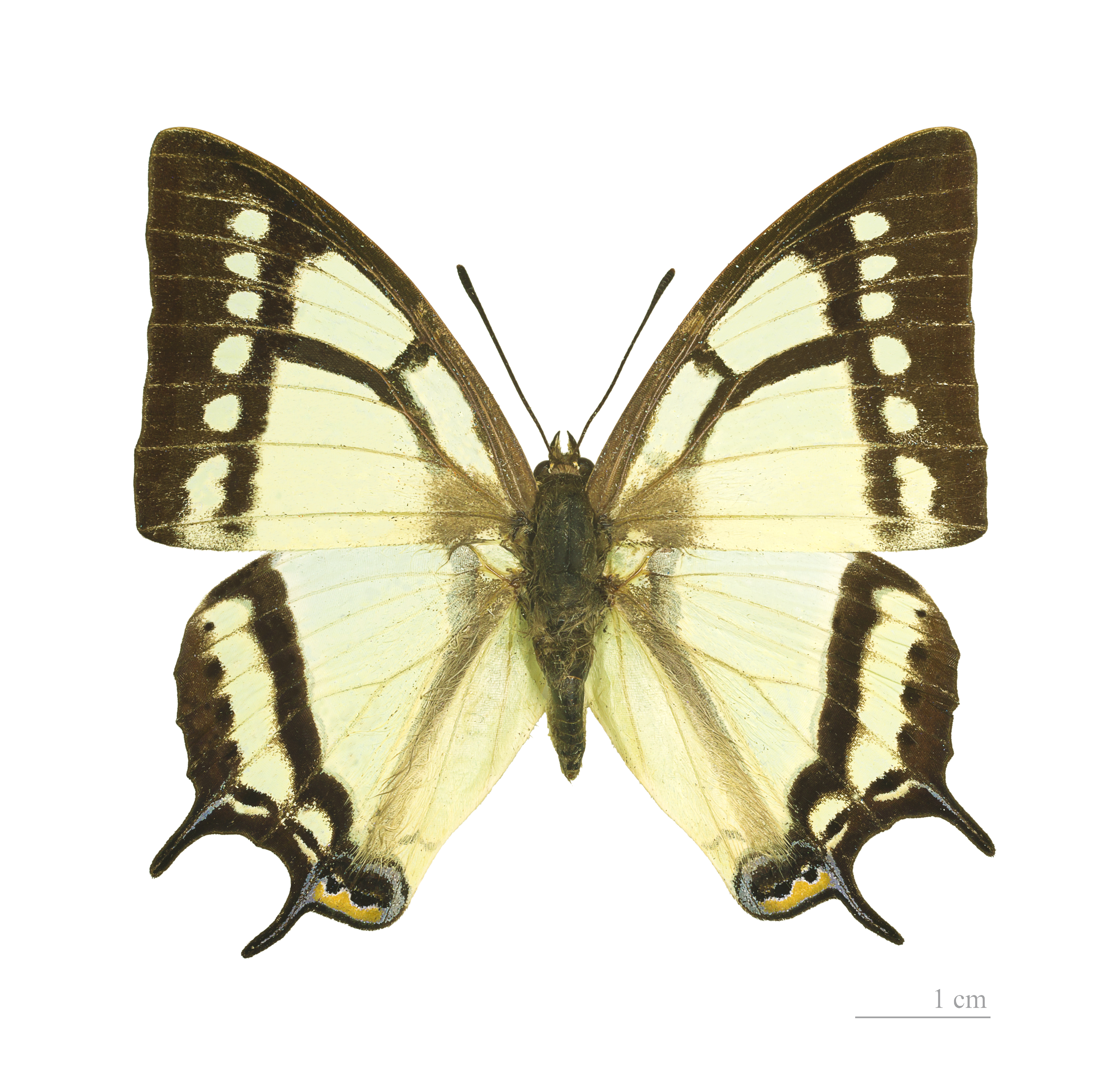
Charaxes - Charaxes narcaeus ♂

Tribu des Pallini Rydon, 1971 
- Palla Hübner, 1819

Tribu des Prothoini Roepke, 1938 
- Agatasa Moore, 1899.
- Prothoe Hübner, 1824

Tribu des Preponini Rydon, 1971 
- Archaeoprepona Fruhstorfer, 1916
- Prepona Boisduval, 1836

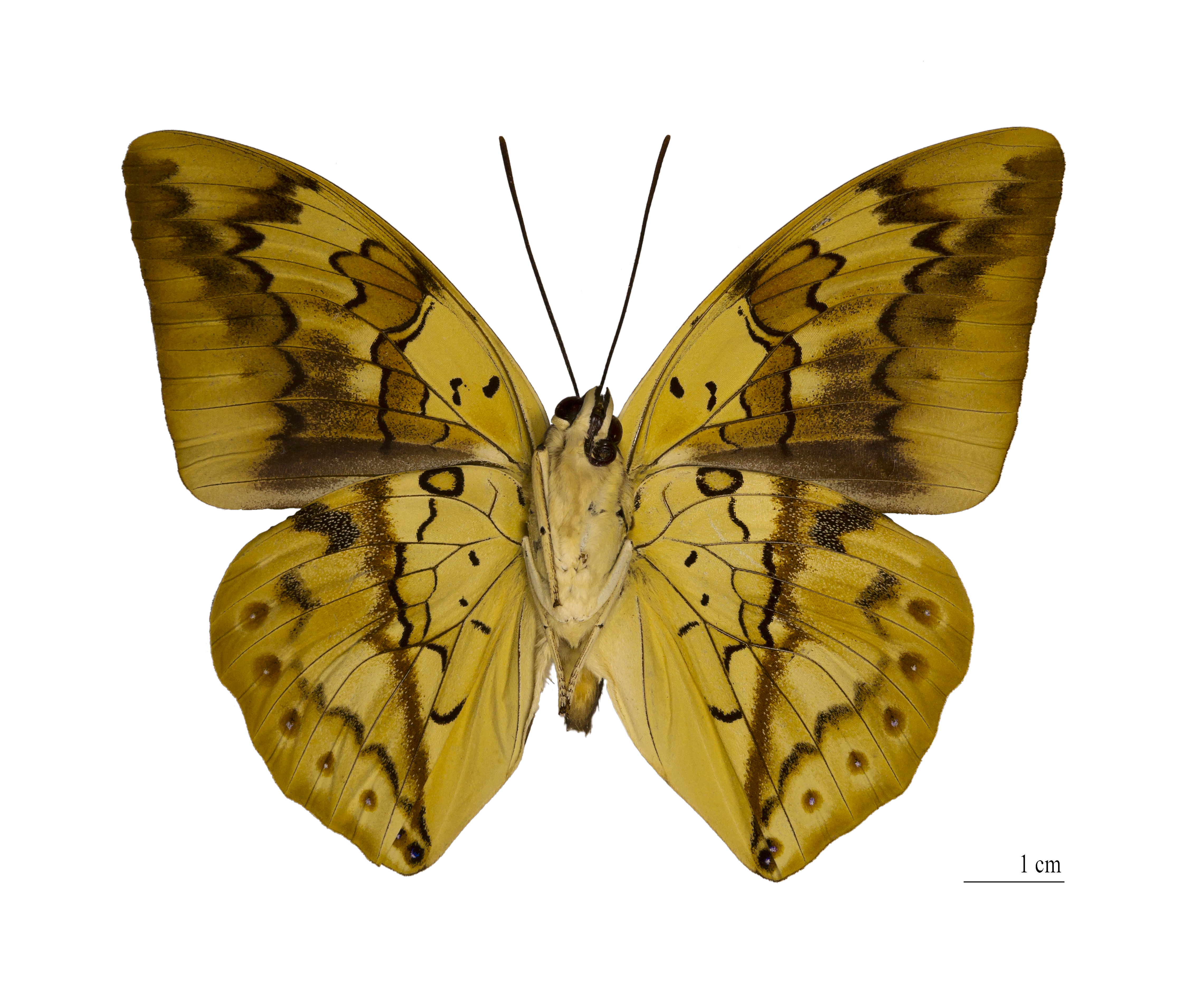
Archaeoprepona - Archaeoprepona licomedes
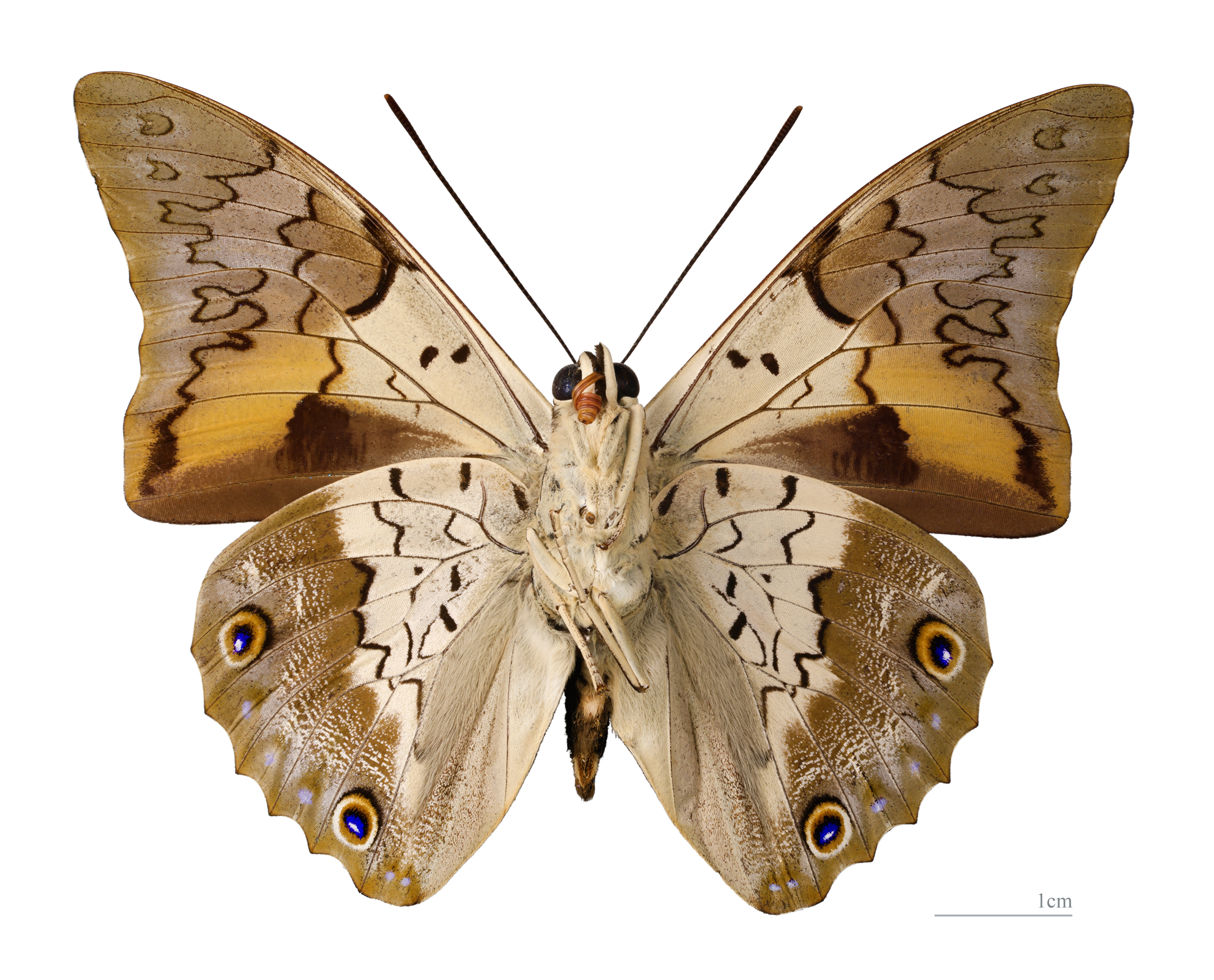
Prepona - Prepona laertes